# リカ (漫画)
『リカ』は、宮野ともちかによる日本の漫画。『ヤングアニマル嵐』（白泉社）にて2011年5号から2013年10号まで連載された。なお、最終回掲載号誌上において『ヤングアニマル』本誌での連載再開予定が告知されているものの、時期については明記されていない。
本作は兄と妹による近親愛が描かれている。性的な表現にはテレビなどで用いられる「ピー音」が使われている（「オナニー」は「オナ"ピー"」など）。

## あらすじ
中学2年生の和哉はひとつ年下の妹、リカの着替えを覗くのを楽しみとしている。2人はごく普通の兄妹のはずだったが、その関係は徐々に変化していく。

## 登場人物
西沢 和哉（にしざわ かずや）
本作の主人公。中学2年生。妹のリカの着替えを覗くのを楽しみにしている。しかし、家の中では真面目な態度で通し、誰にも覚られないようにしている。
陸上部に所属しており、早朝トレーニングや昼休みに走ることは欠かさない、かなりの努力家。「学校で一番脚が速い男」として学内でも知られている。
小学校6年生の時に、デートして振られた経験を持つ。それ以来、女嫌いになった。
西沢 リカ（にしざわ リカ）
和哉の妹。中学1年生。兄と違い、ダラダラとした性格で、ぼーっとしていることが多い。
何でも出来る兄と比較されるのを嫌っていて、自分の才能を全て兄に吸われていると思っている。自分が何も出来なさすぎるので、兄に絶対服従を誓い、何でもすることに決めた。
父親
和哉とリカの父親。下の名前は未出だが、妻（和哉とリカの母親）からは「京ちゃん」と呼ばれている。
元高校球児で、和哉が走り始めるきっかけとなった人物でもある。
性に関する事柄は下手に隠そうとせず、過去にリカから赤ちゃんの作り方教えてと質問された際にも、きちんと答えている。
普段はふざけたような言動が多いが、言うことはきちんと筋が通っているので、リカには尊敬されている。
母親
和哉とリカの母親。下の名前は未出だが、第3話で夫（和哉とリカの父親）から「都先生」と呼ばれている箇所がある。
父親と違い、性に関する話題を嫌い、ごまかそうとする傾向がある。リカからの評価は、「言っていることが無茶苦茶」、「ヒステリー」など、あまりよくない。
原田 初（はらだ うい）
リカの友達。リカとは対照的に「学校で一番脚が速い男」として和哉に好感を持っている。
島村（しまむら）
リカのクラスメイトの男子。リカは彼のことを「島むー」と呼んでいる。
作中でもリカとの会話シーンが多く、リカと仲は良い模様。ただ、彼が好きなのはリカではなく、初のほう。
別の学校に通う姉がいるが、リカとは違う理由で、その姉に絶対服従を誓っている。
迫間（はざま）
和哉の友達。小学校から関わりがあり、小学6年生の時に和哉がデートで振られたことをリカに話した。

## 書誌情報
- 宮野ともちか 『リカ』 白泉社〈ジェッツコミックス〉、全2巻
  1. 2012年8月24日発売[1]、ISBN 978-4-592-14191-4
  2. 2014年10月29日発売[2]、ISBN 978-4-592-14192-1